# Bronîkî, Novohrad-Volînskîi
Bronîkî (în ucraineană Броники) este localitatea de reședință a comunei Bronîkî din raionul Novohrad-Volînskîi, regiunea Jîtomîr, Ucraina.

## Demografie
Componența lingvistică a localității Bronîkî
     Ucraineană (97,68%)
     Rusă (2,11%)
Conform recensământului din 2001, majoritatea populației localității Bronîkî era vorbitoare de ucraineană (97,68%), existând în minoritate și vorbitori de rusă (2,11%).